# Sant Iscle i Santa Victòria de Casa Llobeta
Sant Iscle i Santa Victòria de Casa Llobeta és una ermita romànica de Navès (Solsonès) protegida com a Bé Cultural d'Interès Local.

## Descripció
Petita església situada dins dels límits de la finca Casa Llobeta, a la punta meridional de la Serra de Busa. Consta d'una nau de planta rectangular amb un absis allargat rematat exteriorment amb una forma arrodonida.
La porta d'entrada és d'arc adovellat de mig punt i se situa al mur sud. En aquest mateix mur, en la zona de l'absis, s'obre una finestra circular amb esplandit. A l'est, al centre de l'absis, s'obre una finestra d'arc de mig punt d'una esqueixada. Als peus de l'església, a l'oest, hi ha una petita finestra tapiada de doble esqueixada, i el mur està coronat per un campanar de doble espadanya de dos ulls mig ensorrat. El parament és de pedra irregular unida amb morter excepte la porta que es de grans pedres ben escairades. A la zona de l'absis es pot veure com el mur va ser sobrealçat en algun moment; el mur a la part inferior és de pedra regular ben tallada, mentre que la part superior, separada per una cornisa feta amb pedres trapezoidals, és més irregular. La teulada és a doble vessant i cobreix tota la nau i l'absis a un mateix nivell.
A l'interior la nau està coberta per una volta de canó amb llunetes amb dos arcs torals recolzats sobre pilastres llises. Un arc preabsidal de mig punt i un esglaó marquen el pas a l'absis que està cobert per una volta de canó amb llunetes, igual que la nau. Interiorment l'absis és pla, ja que un mur no deixa veure la part corbada i la finestra que són visibles des de l'exterior. Tot l'interior està arrebossat amb una capa de guix, el qual es troba molt malmès i ha caigut en molts llocs deixant al descobert la pedra. El terra està format per grans lloses de pedra. Al costat de la porta hi ha una pica d'aigua beneita.
Al costat sud de l'església hi havia un espai destinat a cementiri delimitat per un mur de pedra seca que es troba força deteriorat.

## Història
Les primeres notícies que es tenen d'aquesta església daten del 1044 quan Guilla feu la venda al seu possible germà Miró, i la seva muller Ermessenda, d'un alou situat a l'apèndix de la vall de Lord i una sèrie d'esglésies, una de les quals afrontava amb la parròquia de "Galten".
L'any 1203 torna a aparèixer en un document amb el nom de Sant Iscle de Tolteny ("Sancti Aciscle de Tolen" o "Tolten"). Excepte Sant Iscle de Llinars, no hi ha cap altre església amb aquesta advocació, així que es pot suposar que la referència a "Toltén" o "Galtén" es refereix a aquesta església. Malgrat en el document de 1044 es diu que és una parròquia això no seria del tot correcte o ho va ser durant molt poc temps; l'església de Sant Iscle i Santa Victoria de Tolteny era sufragània de la parròquia de santa Eulàlia de Cases de Posada.
L'església de Sant Iscle no apareix en l'acta de consagració de l'any 1040 de l'església del monestir de Sant Serni de Tavèrnoles, però si es menciona la parròquia de Santa Eulàlia de Posada amb totes les seves sufragànies. Lo mateix passa en la relació de béns del 1050 del priorat de Sant Llorenç de Morunys on es fa constar que tenia la parròquia de Posada.
Segons el document de 1203, l'església de Sant Iscle estava en mans de Sant Serni de Tavèrnoles i amb aquest document es restituïa al priorat de Sant Llorenç de Morunys, al qual estava vinculada des de l'any 907.